# هاني الناهض
هاني الناهض مواليد 3 أغسطس 1987، هو لاعب كرة قدم سعودي يلعب كحارس مرمى في نادي الأنوار.

## مسيرة اللاعب
كانت بداياته مع نادي الطائي و لعب معهم حتى عام 2012 و بعدها وقع مع الاتحاد وأعاره الاتحاد إلى الفيصلي في عام 2013 و لكن لم يلعب أي مباراة و عاد بعدها إلى الاتحاد و لعب بعدها في نادي القيصومة ونادي الباطن ونادي الرياض ونادي الجبيل ونادي الأنوار.

## روابط خارجية
- هاني الناهض على موقع Soccerway.com (الإنجليزية)
- هاني الناهض على موقع كووورة